# Группа Тейта — Шафаревича
Группа Тейта — Шафаревича — математическое понятие, используемое в диофантовой, алгебраической геометрии и алгебраической теории чисел. Независимо введено в совместной работе С. Ленга, Дж. Тейта ("Principal homogeneous spaces over abelian varieties", American Journal of Mathematics, 1958) и И. Р. Шафаревича ("Группы главных однородных алгебраических многообразий", Доклады АН СССР, 1959). 
Группа Тейта — Шафаревича Ш(A/K) — это абелево многообразие A над числовым полем K, состоящее из тех элементов группы Вейля — Шатле WC(A/K) = H1(GK, A), которые являются тривиальными во всех расширениях поля K (то есть p-адических расширениях K, а также его вещественных и комплексных расширений). В терминах когомологий Галуа, это можно представить в виде 
{\displaystyle \bigcap _{v}\mathrm {ker} (H^{1}(G_{K},A)\rightarrow H^{1}(G_{K_{v}},A_{v})).}
Обозначение Ш(A/K) введено Джоном Касселсом, кириллическая буква "Ш" используется в честь И. Р. Шафаревича.